# Modo (musica)

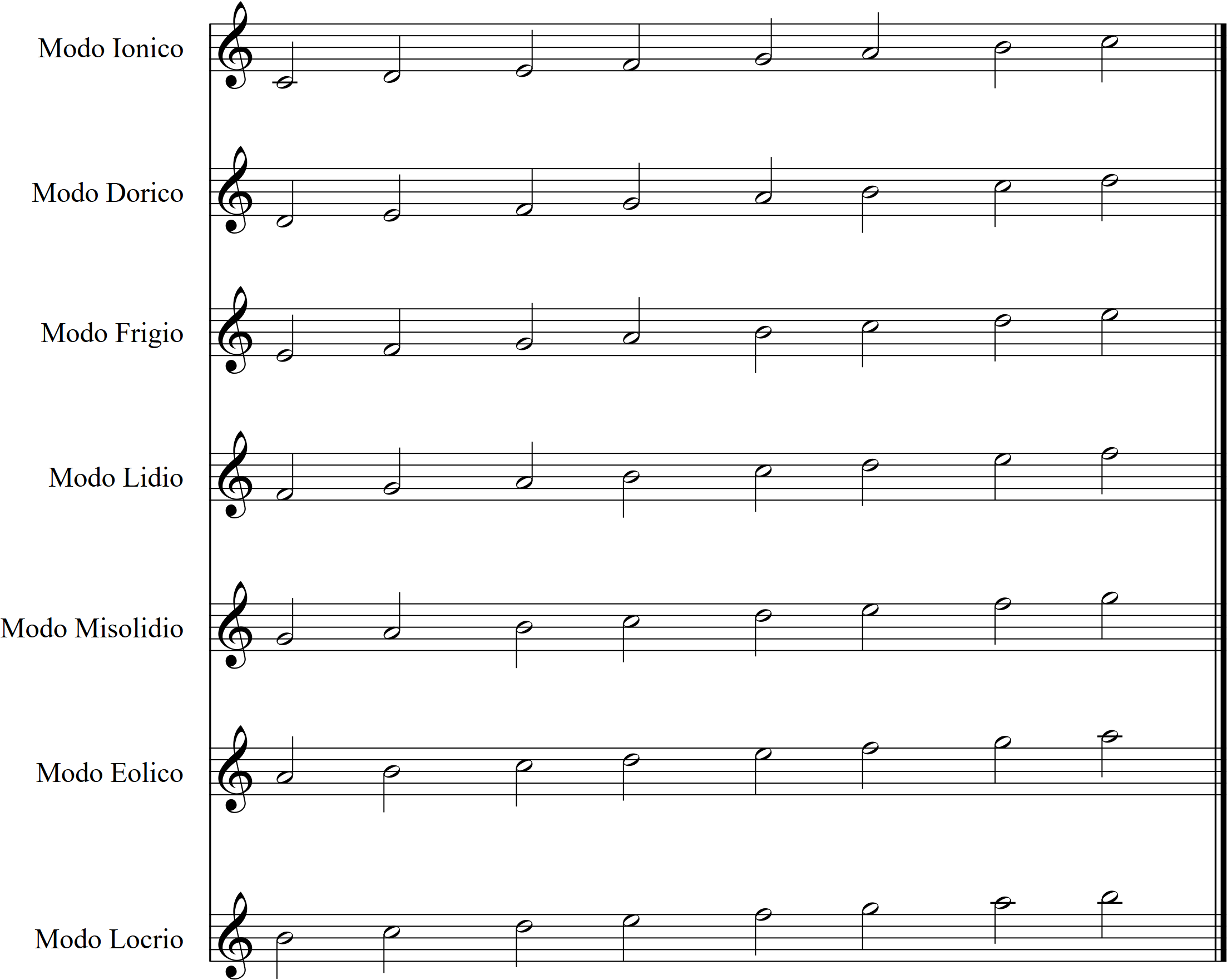
Scale modali in chiave di violino

Nella teoria musicale, un modo è un insieme ordinato di intervalli derivato da una corrispondente scala variando la nota iniziale.

## Storia
Nella musica greca antica i modi prendevano il nome di harmonìai (ἁρμονίαι), armonie; si trattava di 8 scale discendenti alle quali veniva attribuita una denominazione etnica: armonia dorica, frigia, ecc.
La teoria musicale greca prevedeva che esse fossero costituite da due tetracordi discendenti formati da 4 note per grado congiunto. I tetracordi in questione dovevano essere omologhi, cioè dovevano presentare la stessa serie di toni e semitoni. Ad esempio, l'armonia dorica era formata dalle note Mi Re Do Si - La Sol Fa Mi, dove entrambi i tetracordi erano formati dagli intervalli discendenti T T ST.
Anche se molti pensano che i modi ecclesiastici, vale a dire i modi della musica europea medievale, discendano direttamente da questa nozione di modalità, la loro nascita è diversa perché direttamente connessa con il repertorio liturgico della chiesa cristiana. Le terminologie teoriche furono però ricavate dalla teoria musicale greca, compresi i termini etnici connessi ai modi, con la differenza che furono applicati quelli utilizzati per definire le trasposizioni tonali dei modi (detti tropi) ai diversi modi musicali, ottenendo uno sfasamento ravvisabile ancora oggi (il modo di Mi, infatti, che in Grecia era il modo dorico, per i teorici latini divenne il modo frigio; analogo sfasamento per tutti gli altri modi).
Nel XVI secolo, il teorico svizzero Glareano pubblicò il Dodekachordon, nel quale completa e consolida la struttura dei modi ecclesiastici, aggiungendone altri quattro: l'eolio, l'ipoeolio, lo ionico e l'ipoionico; questi ultimi modi non sono altro che la prima apparizione teorica dei modi maggiore e minore.
La musica antica ha fatto grande uso dei modi ecclesiastici, che non si limitavano alle diverse scale musicali utilizzate. Come spiega la musicologa Liane Curtis (1988), nella musica medievale e rinascimentale "non bisogna pensare i modi equivalenti alle scale; i principi dell'organizzazione melodica, il posizionamento delle cadenze, e l'emotività indotta sono parti essenziali del contenuto modale".
In seguito, però, i modi sono stati riorganizzati basandosi sulla loro relazione rispetto alle successioni di intervalli relativi alla scala maggiore. La concezione moderna delle scale modali descrive un sistema dove ogni modo condivide le stesse note di una stessa scala diatonica, ma inizia da una nota diversa (ossia da un diverso grado della medesima scala diatonica). I modi sono tornati di moda all'inizio del secolo scorso, nello sviluppo del jazz (jazz modale) e nella musica contemporanea. Anche molta musica folk è composta, o si può analizzare, pensando ai modi. Ad esempio, nella musica tradizionale irlandese compaiono i modi ionico, dorico, eolio e misolidio, in ordine più o meno decrescente di frequenza; l'evoluzione del modo eolio, in cui si alza la settima di un semitono, formando la scala minore armonica, costituisce la base di tutti i brani del genere flamenco.

## Descrizione generale
A qualsiasi scala musicale pertanto può essere applicato il concetto di modo: in generale in una scala qualsiasi si possono "estrarre" tanti modi quante sono le note della scala: ad esempio, per le scale diatoniche, costituite da sette note, si possono contare 7 modi distinti.
Tuttavia in alcuni casi i modi "effettivamente esistenti" possono essere in numero inferiore al numero di note della scala: questo accade ove la particolare struttura della scala comporti che anche a partire da note diverse si possa osservare la stessa successione di intervalli: è il caso ad esempio della scala diminuita (costituita da 8 note e da una successione di otto intervalli in cui ad un tono segue sempre un semitono o viceversa), dove i modi osservati sono soltanto due; sempre a titolo di esempio si considerino i casi limite della scala esatonale (sei note separate da sei intervalli di tono) che ha un solo modo (a partire da qualsiasi nota, infatti, si osserva sempre e solo una successione di sei toni), e della scala cromatica (13 note separate da 12 intervalli pari a un semitono) che pure ha un solo modo (a partire da qualsiasi nota, infatti, si osserva sempre e solo una successione di dodici semitoni).
I modi musicali più noti e studiati, in ogni caso, sono i modi della scala diatonica, ai quali vengono attribuiti specifici nomi. L'importanza di tale scala e dei relativi modi nella musica occidentale è dovuta al fatto che su essa si basa il sistema tonale occidentale, ossia l'insieme delle "note di base" di qualsiasi brano musicale: in particolare nella musica occidentale al concetto di modo è legato quello di tonalità, dal momento che quest'ultima sfrutta la definizione di modo.
In tal senso è utile indicare che è diffuso l'uso del termine modalità, in opposizione a tonalità, per distinguere il sistema formato dai molti diversi modi utilizzati nei brani medievali e rinascimentali dal sistema tonale che la musica europea comincia passo passo ad utilizzare dalla fine del XVI secolo in poi: ciascuna delle dodici tonalità che formano il sistema tonale moderno si presenta infatti in due soli modi, maggiore e minore.
I modi e le scale modali non sono utilizzati esclusivamente per la definizione delle tonalità dei brani, ma anche indipendentemente da queste all'interno dei brani, nella tessitura melodica ed armonica: un uso particolare di scale modali viene effettuato nel jazz e più in particolare nella corrente definita, appunto, jazz modale.
Anche in questo senso i termini modalità e tonalità sono spesso utilizzati in opposizione l'uno all'altro, anche se con motivazioni totalmente diverse rispetto a quanto indicato prima: in questo caso infatti si distinguono due particolari stili improvvisativi basati, a loro volta, su due diverse maniere di costruire la progressione armonica dei brani.

## Scala modale

### Caratteristica
Le scale modali estendono e in qualche modo completano, nella musica, il concetto di scala musicale tipico dell'armonia classica tradizionale. Una melodia impostata su scale modali, all'orecchio moderno e occidentale, induce l'idea di qualcosa di sospeso, arcaico, indefinito. I canti gregoriani erano basati su particolari scale modali e le musiche medievali sono spesso impostate su scale modali. Anche nei canti popolari più arcaici si ritrova la modalità, ad esempio la stornella romagnola e la bovara romagnola sono due canti lirico-monostrofici popolari che si basano su scale modali. Scale modali sono utilizzate anche nella musica jazz. La musica classica indiana ha sviluppato per secoli un complesso sistema rigorosamente modale.

### Definizioni
Si definisce "modo" la successione dei toni e semitoni rispetto alla tonica. Il ricorso a questo sistema dà vita alla musica modale. Il sistema tonale, invece, sta a indicare l'altezza della scala di riferimento (sia maggiore sia minore) nonché il conseguente complesso di relazioni che si crea tra i suoni fondamentali.

### La costruzione
Le sette note della musica occidentale vengono messe in serie per grado congiunto in modo da dar vita a scale ascendenti che modernamente sono la scala maggiore (dal Do al Do all'ottava superiore) e minore (dal La al La dell'ottava superiore). Nel passato si utilizzavano molte più scale, dette modali, ciascuna avente inizio da una delle sette note e fine sulla stessa all'ottava superiore. Possiamo sperimentare tali scale utilizzando i tasti bianchi del pianoforte e suonando, per esempio, partendo dalla nota Re alla nota Re dell'ottava superiore. L'idea è semplice: presa una scala "tradizionale" (maggiore, minore melodica, minore armonica), si costruisce una nuova scala per ogni nota della scala considerata. In questo modo, da ogni scala "tradizionale" si ottengono sette modi con sette differenti sequenze di intervalli per ognuno. Ovviamente, le scale costruite sul primo grado di ognuna delle scale tradizionali coincidono con le scale tradizionali medesime.
Si indicano nel seguito gli intervalli con "T" di un tono e con "S" di un semitono. Le scale sono indicate mediante un esempio in una tonalità semplice. I loro nomi derivano per lo più da nomi di antiche scale greche.
È fondamentale comprendere che quello che in realtà caratterizza e dà, nel sistema modale, il nome ad una scala, è la precisa successione di intervalli, cioè di toni e semitoni, da cui essa è caratterizzata. Di seguito infatti sono riportate scale in cui compaiono pochissime alterazioni (♯ e ♭), per rendere più facile la lettura.
Per capirci meglio facciamo l'esempio di una scala Frigia. L'esempio sottostante è una scala Frigia di Mi (o scala di Mi Frigio), perché partendo appunto dal Mi e seguendo la successione di intervalli (propria della scala Frigia) composta da S T T T S T T, le note che dobbiamo suonare sono tutte note naturali, senza alterazioni appunto. Ma possiamo benissimo costruire altre scale Frigie su ciascun'altra nota, seguendo quella successione di intervalli. Questo è vero per ogni scala, in particolare per le scale maggiori e minori, che non sono solo quelle che partono dal Do e dal La rispettivamente.

### Avvertenza
Il concetto modale è, a volte, non compreso correttamente, generando errori interpretativi ed esecutivi.
Specie nel mondo chitarristico e negli strumenti a corda (perché qui è molto diffuso l'utilizzo del concetto di box di diteggiature) si confonde il modo con l'eventuale relativo box. Un modo è un particolare "colore" cioè una serie di note che, in funzione degli intervalli, forniscono uno specifica sonorità (i musicisti preparati la riconoscono "al volo" ascoltando musica). Per imparare efficacemente questa sonorità è molto utile suonare una scala modale su un pedale. Ad esempio si suona La misolidio su un pedale di La, usando unicamente le note di La misolidio; poi si suonano le altre 6 scale modali di La per cogliere le differenze. Dopo un po' si "saprà in anticipo" come suona una scala misolidia e, quindi, tutti gli altri modi, specie per il grado che lo caratterizza principalmente (ad esempio il misolidio è caratterizzato dalla settima minore e dall'appartenere al gruppo armonico maggiore).
L'altro errore è quello di pensare al modo solo come melodia: un modo esiste in relazione ad una tonalità cioè ad un impianto armonico di base o ad un accordo.
Per suonare una scala modale non bisogna semplicemente limitarsi a usare le note della scala principale (tradizionale) di provenienza: occorre usare la scala ma avendo la tonica di riferimento come baricentro. È vero che le note da usare non cambiano ma è la disposizione (sequenza degli intervalli) unita all'armonia che determinano il modo. Ad esempio: impostato un accordo di Mi min (o un pedale di Mi o un bi(tri)cordo Mi-Si-(Mi), stile power chord) è sbagliato suonare la scala di Mi frigio limitandosi a usare le note nella sequenza di Do maggiore e pensando alla scala di Do maggiore. Si usano le note di Do maggiore ma fissando Mi come tonica, pensando agli intervalli del modo frigio partendo dalla nota Mi, non alle note della scala diatonica di provenienza.
In pratica: atteso che le note che formano una certa scala modale sono le medesime della scala diatonica da cui proviene il modo, quello che realizza una melodia basata su una certa scala modale è: tonica, sequenza di intervalli propria, accordo (armonia). Altrimenti si confonde sistema modale con sistema tonale.

## I modi della scala diatonica

### Scale modali costruite sui gradi della scala diatonica
Di seguito la definizione "moderna" dei modi relativi della scala diatonica. Verranno evidenziati in grassetto i gradi che differiscono rispetto a quelli del modo Ionico (o Maggiore).
- Ionico o maggiore

Struttura: tono, tono, semitono, tono, tono, tono, semitono (in breve T-T-S-T-T-T-S o 2-2-1-2-2-2-1 indicando il numero di semitoni).
Intervalli: tonica, seconda maggiore, terza maggiore, quarta giusta, quinta giusta, 6ª maggiore, 7ª maggiore, 8ª giusta.
Esempio: Do ionico o maggiore = Do Re Mi Fa Sol La Si Do
Esempio: Fa ionico o maggiore = Fa Sol La Si♭ Do Re Mi Fa
- Dorico

Si trova a partire dal secondo grado del modo maggiore (T-S-T-T-T-S-T o 2-1-2-2-2-1-2).
Intervalli: Tonica, 2ª maggiore, 3ª minore, 4ª giusta, 5ª giusta, 6ª maggiore, 7ª minore , 8ª giusta.
Esempio: Re dorico = Re Mi Fa Sol La Si Do Re
Esempio: Do dorico = Do Re Mi♭ Fa Sol La Si♭ Do
- Frigio

Si trova a partire dal terzo grado del modo maggiore (S-T-T-T-S-T-T o 1-2-2-2-1-2-2).
Intervalli: Tonica, 2ª minore, 3ª minore, 4ª giusta, 5ª giusta, 6ª minore, 7ª minore, 8ª giusta.
Esempio: Mi frigio = Mi Fa Sol La Si Do Re Mi
Esempio: Do frigio = Do Re♭ Mi♭ Fa Sol La♭ Si♭ Do
- Lidio

Si trova a partire dal quarto grado del modo maggiore (T-T-T-S-T-T-S o 2-2-2-1-2-2-1).
Intervalli: Tonica, 2ª maggiore, 3ª maggiore, 4ª aumentata, 5ª giusta, 6ª maggiore, 7ª maggiore, 8ª giusta.
Esempio: Fa lidio = Fa Sol La Si Do Re Mi Fa
Esempio: Do lidio = Do Re Mi Fa♯ Sol La Si Do
- Misolidio

Si trova a partire dal quinto grado del modo maggiore (T-T-S-T-T-S-T o 2-2-1-2-2-1-2).
Intervalli: Tonica, 2ª maggiore, 3ª maggiore, 4ª giusta, 5ª giusta, 6ª maggiore, 7ª minore, 8ª giusta.
Esempio: Sol misolidio = Sol La Si Do Re Mi Fa Sol
Esempio: Do misolidio = Do Re Mi Fa Sol La Si♭ Do
- Eolio o minore naturale

Si trova a partire dal sesto grado del modo maggiore (T-S-T-T-S-T-T o 2-1-2-2-1-2-2).
Intervalli: Tonica, 2ª maggiore, 3ª minore, 4ª giusta, 5ª giusta, 6ª minore, 7ª minore, 8ª giusta.
Esempio: La eolio o minore naturale = La Si Do Re Mi Fa Sol La
Esempio: Do eolio o minore naturale = Do Re Mi♭ Fa Sol La♭ Si♭ Do
- Locrio o ipofrigio

Si trova a partire dal settimo grado del modo maggiore (S-T-T-S-T-T-T o 1-2-2-1-2-2-2).
Intervalli: Tonica, 2ª minore, 3ª minore, 4ª giusta, 5ª diminuita, 6ª minore, 7ª minore, 8ª giusta.
Esempio: Si locrio = Si Do Re Mi Fa Sol La Si
Esempio: Do locrio = Do Re♭ Mi♭ Fa Sol♭ La♭ Si♭ Do
Riassumendo ecco le differenze fra i sette modi (M = maggiore, m = minore, g = giusta, A = aumentata, d = diminuita):
| Ionico (1º grado)    | 1 | 2M | 3M | 4g | 5g | 6M | 7M | 8 |
| Dorico (2º grado)    | 1 | 2M | 3m | 4g | 5g | 6M | 7m | 8 |
| Frigio (3º grado)    | 1 | 2m | 3m | 4g | 5g | 6m | 7m | 8 |
| Lidio (4º grado)     | 1 | 2M | 3M | 4A | 5g | 6M | 7M | 8 |
| Misolidio (5º grado) | 1 | 2M | 3M | 4g | 5g | 6M | 7m | 8 |
| Eolio (6º grado)     | 1 | 2M | 3m | 4g | 5g | 6m | 7m | 8 |
| Locrio (7º grado)    | 1 | 2m | 3m | 4g | 5d | 6m | 7m | 8 |

### Scale modali costruite sui gradi della scala minore melodica
Non tutte hanno un nome ben preciso e saranno identificate paragonandole a scale modali costruite sulla scala maggiore e indicando le differenze. Da notare che la scala minore melodica è, in sostanza, simile a una scala maggiore ma, essendo la scala minore, con l'intervallo tra primo e terzo grado costituito da una terza minore (un tono e mezzo). Da qui le sonorità particolari delle scale modali costruite sulla scala minore melodica. Queste scale sono molto utilizzate, soprattutto in ambiti jazz e fusion.
- Scala Dorica 7M

È la scala minore melodica ascendente (T-S-T-T-T-T-S o 2-1-2-2-2-2-1).
Intervalli: Tonica, 2ª maggiore, 3ª minore, 4ª giusta, 5ª giusta, 6ª maggiore, 7ª maggiore, 8ª giusta.
Esempio: La dorico Δ = La Si Do Re Mi Fa♯ Sol♯ La
Esempio: Do dorico Δ = Do Re Mi♭ Fa Sol La Si Do
- Scala Dorica 2m o Dorica ♭2

È simile ad una scala dorica, ma con un intervallo tra primo e secondo grado di un solo semitono (S-T-T-T-T-S-T o 1-2-2-2-2-1-2).
Intervalli: Tonica, 2ª minore, 3ª minore, 4ª giusta, 5ª giusta, 6ª maggiore, 7ª minore, 8ª giusta.
Esempio: Si dorico ♭2 = Si Do Re Mi Fa♯ Sol♯ La Si
Esempio: Do dorico ♭2 = Do Re♭ Mi♭ Fa Sol La Si♭ Do
- Scala Lidia aumentata

È simile ad una scala lidia, ma con un intervallo di quinta aumentata tra primo e quinto grado (T-T-T-T-S-T-S o 2-2-2-2-1-2-1).
Intervalli: Tonica, 2ª maggiore, 3ª maggiore, 4ª aumentata, 5ª aumentata, 6ª maggiore, 7ª maggiore, 8ª giusta.
Esempio: Do lidio aumentato = Do Re Mi Fa♯ Sol♯ La Si Do
- Scala Lidia dominante

È simile ad una scala lidia, ma con un intervallo di settima minore tra primo e settimo grado (T-T-T-S-T-S-T o 2-2-2-1-2-1-2).
Intervalli: Tonica, 2ª maggiore, 3ª maggiore, 4ª aumentata, 5ª giusta, 6ª maggiore, 7ª minore, 8ª giusta.
Esempio: Re lidio dominante = Re Mi Fa♯ Sol♯ La Si Do Re
Esempio: Do lidio dominante = Do Re Mi Fa♯ Sol La Si♭ Do
- Scala Misolidia 6m:

È simile ad una scala misolidia, ma con un intervallo di sesta minore tra primo e sesto grado (T-T-S-T-S-T-T o 2-2-1-2-1-2-2).
Intervalli: Tonica, 2ª maggiore, 3ª maggiore, 4ª giusta, 5ª giusta, 6ª minore, 7ª minore, 8ª giusta.
Esempio: Mi misolidio ♭13 = Mi Fa♯ Sol♯ La Si Do Re Mi
Esempio: Do misolidio ♭13 = Do Re Mi Fa Sol La♭ Si♭ Do
- Scala Locria 2M:

È simile ad una scala eolia, ma con un intervallo di quinta diminuita tra primo e quinto grado (T-S-T-S-T-T-T o 2-1-2-1-2-2-2).
Intervalli: Tonica, 2ª maggiore, 3ª minore, 4ª giusta, 5ª diminuita, 6ª minore, 7ª minore, 8ª giusta.
Esempio: Fa♯ locrio 2ª maggiore = Fa♯ Sol♯ La Si Do Re Mi Fa♯
Esempio: Do locrio 2ª maggiore = Do Re Mi♭ Fa Sol♭ La♭ Si♭ Do
- Scala Superlocria

È utilizzata nel jazz sugli accordi di dominante in aggiunta alla scala misolidia (S-T-S-T-T-T-T o 1-2-1-2-2-2-2).
Intervalli: Tonica, 2ª minore, 3ª minore, 4ª diminuita, 5ª diminuita, 6ª minore, 7ª minore, 8ª giusta.
Esempio: Sol♯ superlocrio = Sol♯ La Si Do Re Mi Fa♯ Sol♯
Esempio: Do superlocrio = Do Re♭ Mi♭ Fa♭ Sol♭ La♭ Si♭ Do

### Scale modali costruite sui gradi della scala minore armonica
Come le scale modali costruite a partire dalla minore melodica anche quelle derivate dalla minore armonica non hanno un nome preciso e saranno identificate paragonandole a scale modali costruite sulla scala maggiore e indicando le differenze.
La scala minore armonica equivale al modo eolio della scala maggiore con la differenza che il settimo grado della scala è alzato di un semitono, in modo da poter svolgere le funzioni di sensibile. Però in questo modo si forma un intervallo di seconda aumentata tra il sesto e il settimo grado della scala. Può anche essere vista come una scala melodica con la sopradominante abbassata di un semitono.
Scala Eolio 7M
È la scala minore armonica (T-S-T-T-S-3S-S o 2-1-2-2-1-3-1).
Intervalli: Tonica, 2ª maggiore, 3ª minore, 4ª giusta, 5ª giusta, 6ª minore, 7ª maggiore, 8ª giusta.
Esempio: La eolio Δ = La Si Do Re Mi Fa Sol♯ La
Esempio: Do eolio Δ = Do Re Mi♭ Fa Sol La♭ Si Do
Scala Locria 6M o Locria ♮6
(S-T-T-S-3S-S-T o 1-2-2-1-3-1-2).
Intervalli: Tonica, 2ª minore, 3ª minore, 4ª giusta, 5ª diminuita, 6ª maggiore, 7ª minore, 8ª giusta.
Esempio: Si locrio ♮6 = Si Do Re Mi Fa Sol♯ La Si
Esempio: Do locrio ♮6 = Do Re♭ Mi♭ Fa Sol♭ La Si♭ Do
Scala Ionica aumentata
(T-T-S-3S-S-T-S o 2-2-1-3-1-2-1).
Intervalli: Tonica, 2ª maggiore, 3ª maggiore, 4ª giusta, 5ª aumentata, 6ª maggiore, 7ª maggiore, 8ª giusta.
Esempio: Do ionico aumentato = Do Re Mi Fa Sol♯ La Si Do
Scala Dorica 4ª aumentata, Lidia ♭3♭7 o Dorica ♯4
(T-S-3S-S-T-S-T o 2-1-3-1-2-1-2).
Intervalli: Tonica, 2ª maggiore, 3ª minore, 4ª aumentata, 5ª giusta, 6ª maggiore, 7ª minore, 8ª giusta.
Esempio: Re dorico ♯4 = Re Mi Fa Sol♯ La Si Do Re
Esempio: Do dorico ♯4 = Do Re Mi♭ Fa♯ Sol La Si♭ Do
Scala Frigia dominante, Frigia maggiore o Misolidia ♭2♭6
(S-3S-S-T-S-T-T o 1-3-1-2-1-2-2).
Intervalli: Tonica, 2ª minore, 3ª maggiore, 4ª giusta, 5ª giusta, 6ª minore, 7ª minore, 8ª giusta.
Esempio: Mi misolidio ♭2♭6 = Mi Fa Sol♯ La Si Do Re Mi
Esempio: Do misolidio ♭2♭6 = Do Re♭ Mi Fa Sol La♭ Si♭ Do
Scala Lidia 2ª aumentata
(3S-S-T-S-T-T-S o 3-1-2-1-2-2-1).
Intervalli: Tonica, 2ª aumentata, 3ª maggiore, 4ª aumentata, 5ª giusta, 6ª maggiore, 7ª maggiore, 8ª giusta.
Esempio: Fa lidio 2ª aumentata = Fa Sol♯ La Si Do Re Mi Fa
Esempio: Do lidio 2ª aumentata = Do Re♯ Mi Fa♯ Sol La Si Do
Scala Superlocria diminuita
(S-T-S-T-T-S-3S o 1-2-1-2-2-1-3).
Intervalli: Tonica, 2ª minore, 3ª minore, 4ª diminuita, 5ª diminuita, 6ª minore, 7ª diminuita, 8ª giusta.
Esempio: Sol♯ superlocrio diminuito = Sol♯ La Si Do Re Mi Fa Sol♯
Esempio: Do superlocrio diminuito = Do Re♭ Mi♭ Fa♭ Sol♭ La♭ Si♭♭ Do

## Sonorità ed esempi sui modi diatonici
Ogni modo ha una sua sonorità caratteristica (cioè un colore distintivo, un'espressione propria) e quando definisce una tonalità comporta anche distinte possibilità nella creazione della progressione armonica del brano. Tuttavia, ai fini didattici, per comprendere inizialmente la sonorità specifica di un modo, conviene semplicemente provare a suonare (o cantare) le note su un pedale. Ad esempio, su un pedale di Mi si prova a suonare la scala di Mi frigio per comprendere il "colore" del modo frigio. Cantare le note, mentre le si suona, è di enorme aiuto.
- Il modo ionico è quello comunemente conosciuto come modo maggiore; molti pezzi, come ad esempio Happy birthday, sono in modo maggiore. Lo ionico è il modo più "stabile", perché, essendo il modello del modo maggiore, i suoi gradi nella musica occidentale rendono possibile una gran varietà di progressioni armoniche. Data la sua somiglianza col modo lidio, nel fraseggio jazz/fusion, può essere sostituito con questo soprattutto ove sia sostenuto da un accordo di settima maggiore, anche se ciò non influisce sulla tonalità. È l'unico modo dove, armonizzando la quadriade costruita sul quinto grado, si forma la cosiddetta settima di dominante (V7).

- Il modo dorico è simile al minore naturale, cui differisce per il sesto grado alzato, che produce un accordo maggiore sul IV e uno minore sul II. Esempi di brano in tonalità di modo dorico sono Impressioni di settembre della Premiata Forneria Marconi, Oye como va di Tito Puente (Santana), Impressions di John Coltrane, Another Brick in the Wall dei Pink Floyd in questi i brani, la nota che "suona meglio" è proprio la sesta. Il modo dorico è molto usato per la facilità di sovrapporlo alla scala blues, che ha in comune 3♭ e 7♭. Ne risulta una scala blues estesa, ovvero una dorica con l'uso delle blue note: 1, 2, 3♭, 4, (5♭), 5, 6, 7♭, 8.

- Il modo frigio è simile alla scala minore naturale, cui differisce per il secondo grado abbassato, che porta ad avere l'accordo sul V grado diminuito. Viene utilizzato molto poco nella classica e molto nel blues e nel metal a causa della sua sonorità piuttosto scura; spesso si applica il suo corrispondente, il frigio dominante, che è molto comune nel flamenco, tanto che lo si definisce a volte modo "spagnolo". Il secondo movimento della Quarta sinfonia di Brahms inizia in modo frigio. È utilizzato più come soluzione melodica per il fraseggio che per definire tonalità di brani. In campo chitarristico, Yngwie Malmsteen usa parecchio la scala frigia (a volte combinandola in successione con la minore armonica), specie per alcuni famosi lick, suoi marchi di fabbrica.

- Il modo lidio è simile al modo maggiore cui differisce per il IV grado alzato. Questo porta ad avere l'accordo sul IV grado diminuito, quello sul VII minore e infine quello sul II grado maggiore. Il famoso jingle della sigla dei Simpson è in modo lidio. Nella discografia di Joe Satriani si trovano molti brani lidi. Si tratta comunque di un modo molto diffuso, anche nel jazz modale e nella classica (ad esempio il primo movimento della suite Il tenente Kiže di Prokofiev). Frank Zappa ne ha fatto largo uso, sia nelle composizioni che nei suoi assoli chitarristici.

- Il modo misolidio è simile al maggiore da cui differisce per il settimo grado abbassato; in pratica, un modo maggiore senza sensibile. Questo porta ad avere l'accordo sul terzo grado diminuito, quello sul quinto minore e quello sul settimo maggiore. La quadriade costruita sulla tonica è un accordo di settima di dominante. La particolarità del misolidio è la presenza nella quadriade del suo accordo fondamentale dell'intervallo di tritono — ossia di quinta diminuita — precisamente formato dalla terza e dalla settima dell'accordo; la presenza del tritono fa sì che l'accordo possa reggere un'infinità di tensioni, basti pensare al blues: si utilizzano normalmente le pentatoniche maggiore e minore della tonalità del giro, la scala blues e, volendo, anche l'esatonale. Un esempio molto noto di brano in modo misolidio è Norwegian Wood dei Beatles, che "sembrerebbe" in sol maggiore a patto di considerare fa naturale come "alterazione" e l'accordo di fa maggiore come accordo alterato, ma che va più correttamente considerato, per l'appunto, in sol misolidio. Altri brani misolidi sono The Mule dei Deep Purple o Freeway Jam di Jeff Beck, o ancora il celebre tema eseguito al minimoog di "è Festa" della Premiata Forneria Marconi. Molto riconoscibile nelle improvvisazioni di Jerry Garcia dei Grateful Dead.

- Il modo eolio è meglio conosciuto come modo minore naturale; gli accordi maggiori di questo modo nascono sul terzo, sul sesto e sul settimo grado. Come già detto, all'interno di progressioni jazz su accordo min7 gli si può preferire il modo dorico, soprattutto su cadenze II-V-I. Esempio di brano composto con il modo eolio è Summertime di Gershwin. Facilmente, però, si trovano brani di modo minore in cui il fraseggio segue la scala minore armonica, in cui la settima è eccedente: una quinta sopra troveremo la corrispondente scala frigia dominante.

- Il modo locrio, infine, è un modo semidiminuito; infatti, è simile al frigio, alle cui caratteristiche si deve aggiungere il quinto grado abbassato, che determina l'intervallo di quinta diminuita fra tonica e dominante. Questo significa che l'accordo sul primo grado I è diminuito, il che a sua volta, implica che stabilire la tonalità è praticamente impossibile; i pochi pezzi classici scritti in questo modo usano l'accordo minore — quindi alterato — sul primo grado per stabilire la tonalità, e poi lavorano su III e V minore. L'instabilità del modo è tale che non si può nemmeno usare l'accordo sul II grado, perché verrebbe immediatamente percepito come la nuova tonica di un brano in tonalità maggiore. Spesso l'accordo di questo modo è sostituito con quello del corrispondente modo misolidio. Il locrio viene utilizzato con altri toni di passaggio da chitarristi come Steve Vai e Joe Satriani e nel death metal negli assoli, insieme a scale cromatiche.

## Imparare i modi

### A partire dai gradi
A partire dalla scala maggiore si possono ricostruire facilmente tutti i modi ricordandone l'ordine (in base al loro grado rispetto a quello del modo Ionico)
| Modo      | Grado | Nota di partenza rispetto alla scala maggiore di Do |
| --------- | ----- | --------------------------------------------------- |
| Ionico    | I     | DO (prima nota)                                     |
| Dorico    | II    | RE (seconda nota)                                   |
| Frigio    | III   | MI (terza nota)                                     |
| Lidio     | IV    | FA (quarta nota)                                    |
| Misolidio | V     | SOL (quinta nota)                                   |
| Eolio     | VI    | LA (sesta nota)                                     |
| Locrio    | VII   | SI (settima nota)                                   |

La nota di partenza della scala, nel modo desiderato, sarà quella del grado corrispondente (es: nel caso del modo Lidio, la prima nota da suonare, la Tonica, sarà la quarta della sequenza della scala maggiore a cui ci si sta riferendo).
Ottenuta a questo punto la scala maggiore nel modo desiderato non resta che traslarla fino al tono finale.
Esempio completo: 
Voglio ottenere il modo Eolio della scala maggiore di MI♭.
Creo una scala partendo da Mi♭ con la stessa struttura in toni e semitoni della scala di La. Infatti, la scala di La e di Mi♭ hanno la stessa sequenza di toni e semitoni, come si può facilmente verificare. Quindi, il termine "traslare da x a y" significa applicare alla scala che parte da y la stessa sequenza di toni e semitoni della scala che parte da x.

### A partire dalle equivalenze per la scala di Do
Un altro modo comodo per ricostruire la sequenza di note di ogni modo è memorizzare a quale scala maggiore ionica corrisponde ogni modo della scala maggiore di Do.
Eseguendo la scala in questione partendo dalla nota di Do (Tonica) si otterrà il modo desiderato.
Resta solo da traslare la scala alla tonalità desiderata.
modo ionico di Do: si esegue la scala maggiore di Do maggiore
modo dorico di Do: si esegue la scala maggiore di SI♭(partendo dalla nota Do e considerandola come tonica)
modo frigio di Do: si esegue la scala maggiore di LA♭(partendo dalla nota Do e considerandola come tonica)
modo lidio di Do: si esegue la scala maggiore di SOL (partendo dalla nota Do e considerandola come tonica)
modo misolidio di Do: si esegue la scala maggiore di FA (partendo dalla nota Do e considerandola come tonica)
modo eolio di Do: si esegue la scala maggiore di MI♭(partendo dalla nota Do e considerandola come tonica)
modo locrio di Do: si esegue la scala maggiore di RE♭(partendo dalla nota Do e considerandola come tonica)

### A partire dagli intervalli
Se si preferisce vedere come variano gli intervalli, toni (T) e semitoni (s), nei vari modi, si veda lo schema seguente.
Si noti, in particolare, come i semitoni si spostano di un posto a sinistra di riga in riga:
T - T - s - T - T - T - s Ionico (Maggiore)
T - s - T - T - T - s - T Dorico
s - T - T - T - s - T - T Frigio
T - T - T - s - T - T - s Lidio
T - T - s - T - T - s - T Misolidio
T - s - T - T - s - T - T Eolio (Minore)
s - T - T - s - T - T - T Locrio

### Basandosi sul circolo delle quinte
Un ulteriore modo per ricostruire le note di un modo della scala maggiore in una certa tonalità viene, basandosi sul circolo delle quinte, dal conteggio delle alterazioni in chiave dei vari modi rispetto a quelli della scala nel modo ionico.
| modo      | differenza |
| --------- | ---------- |
| Ionico    | 0          |
| Dorico    | −2         |
| Frigio    | −4         |
| Lidio     | +1         |
| Misolidio | −1         |
| Eolio     | −3         |
| Locrio    | −5         |

Esempio:
Voglio ottenere le note della scala maggiore di Re nel modo frigio.
In base al circolo delle quinte so che la scala maggiore di Re presenta 2 diesis (alterazione di +2).
Dallo schema precedente vedo che il modo frigio applica un'alterazione di −4.
Sommo i due valori: 2−4 = −2
La scala maggiore di Re frigio avrà −2 alterazioni in chiave (ossia 2 bemolli).
Il circolo delle quinte ci dice anche che la scala maggiore ionica con 2 bemolli è quella di SI♭, che infatti è costituita dalle stesse note. Cambia solo la tonica.